# Pfarrkirche Schnepfau

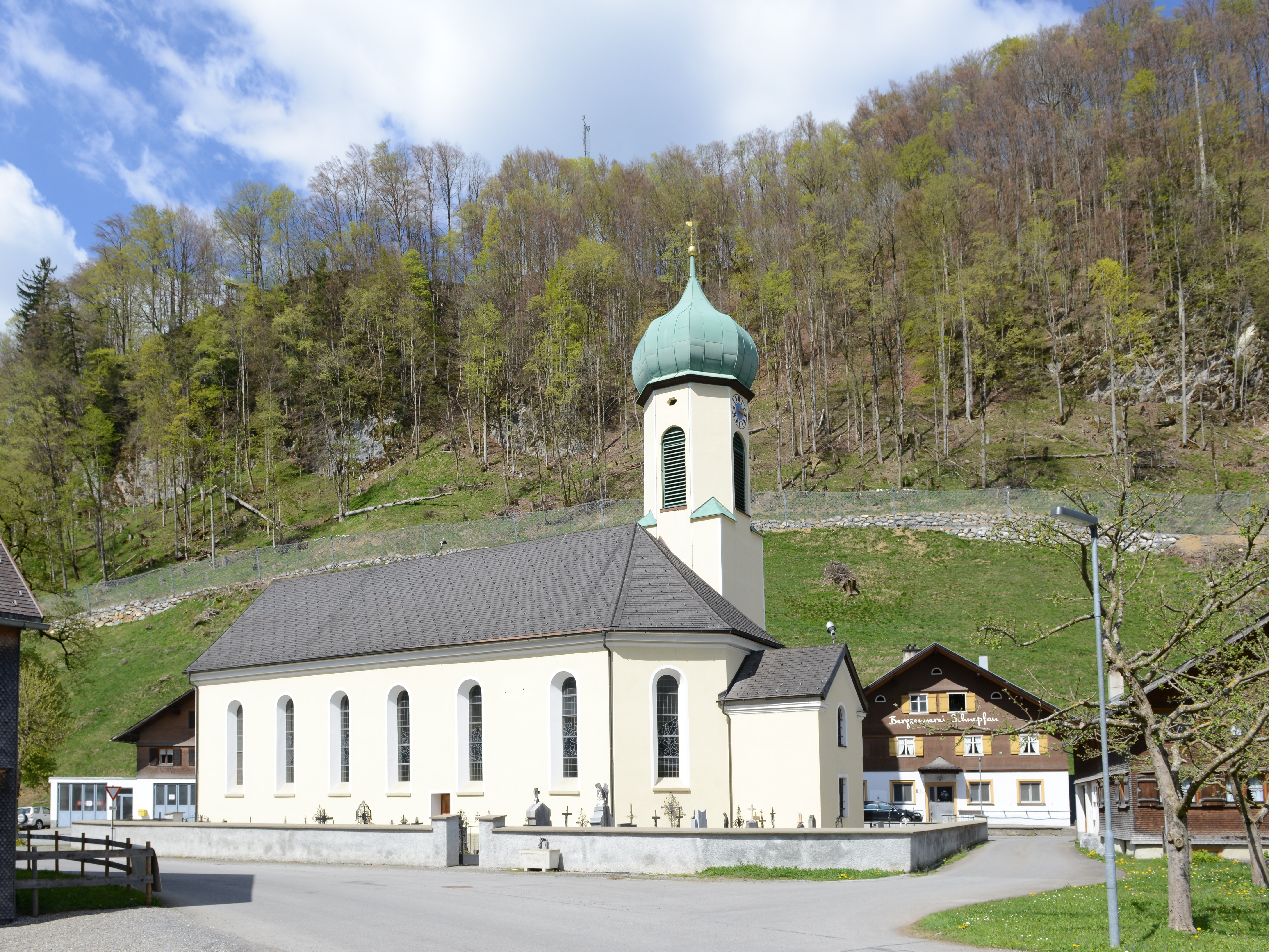
Pfarrkirche hl. Wolfgang (2010)

Die Pfarrkirche hl. Wolfgang ist eine römisch-katholische Kirche in der Gemeinde Schnepfau in Vorarlberg. Sie ist dem hl. Wolfgang geweiht. Die Kirche steht unter Denkmalschutz.

## Geschichte
Urkundlich wird die Kirche 1455 erstmals genannt und 1459 geweiht. Im Jahre 1601 wurde sie erweitert, 1705 erfolgte ein Neubau. Von 1871 bis 1875 wurde sie verlängert und erhöht.

## Architektur

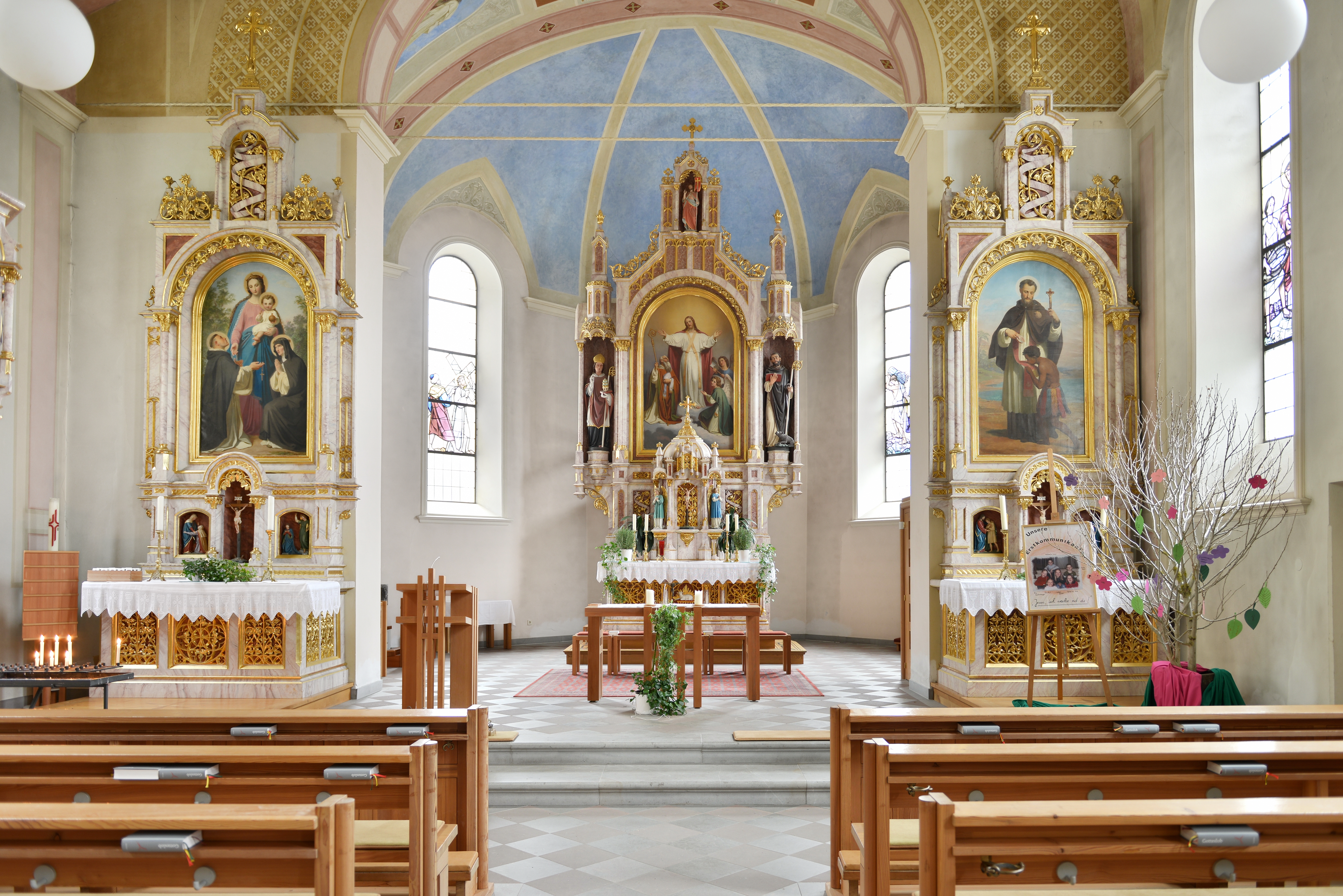
Hochaltar

Das schlichte Langhaus, ein Saalraum mit fünf Fensterachsen mit Rundbogenfenstern hat ein Satteldach. An das Langhaus schließt mit einem Chorbogen der Chor an. Vor dem linken Seitenaltar ist die Kirche querschiffartig erweitert. Der Kirchturm, an der Nordseite des Chores angebaut, hat eine quadratische Basis und ein achteckiges Glockengeschoß mit einem Zwiebelhelm. Die Sakristei ist an den Turm angebaut. An der Westfassade ist vor dem Eingang ein Portalvorbau mit einem Dreieckgiebel auf Säulen angebracht. Das Langhaus ist mit einem flachen Tonnengewölbe auf Latten überwölbt. Die Glasmalereien entstanden um 1955.

## Ausstattung

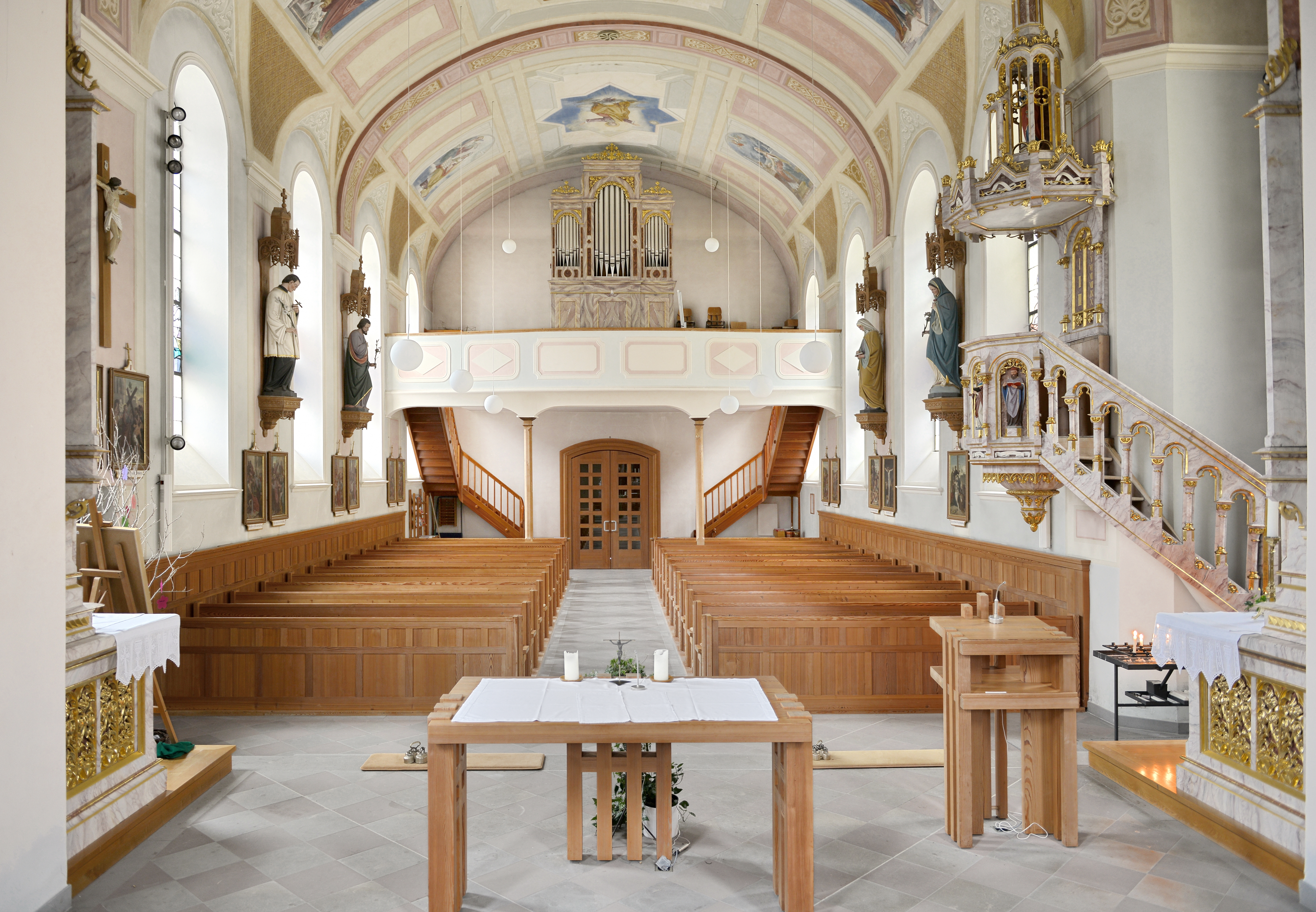
Langhaus mit Empore

Die drei Altäre in neuromanischem Stil schuf 1874 der Bildhauer Anton Rüscher, ebenso die Kanzel sowie die Figuren Unbefleckte Empfängnis, hl. Anna, hl. Aloysius und hl. Dominikus im Kirchenschiff. Melchior Paul von Deschwanden malte 1874/1875 die Altarblätter Jesus als Gnadenspender mit dem hl. Wolfgang (Hochaltar), die Rosenkranzkönigin mit dem hl. Dominikus und der hl. Katharina (linker Seitenaltar), sowie den hl. Franz Xaver (rechter Seitenaltar). Die Seitenfiguren des Hochaltares, den hl. Gallus und den hl. Dominikus, schuf der Bildhauer Dominikus Trenkwalder. Deckenbilder und Wandbilder im Chor und am Chorbogen schuf 1924 der Maler Anton Marte. 
Die Orgel wurde 1892 von Anton Behmann als einmanualiges Instrument mit elf Registern gebaut. Sie wurde 1988 durch Rieger Orgelbau restauriert.
Auf dem Friedhof steht ein Gedenkstein für den Schnepfauer Gemeindevorsteher und Heimatforscher Franz Xaver Moosmann (1839–1891) von Bildhauer Georg Feuerstein aus dem Jahr 1892.

## Nachweise
1. ↑  Informationen zur Orgel der Rieger Orgelbau-Werkstatt mit Disposition

Koordinaten: 47° 21′ 7,4″ N, 9° 56′ 44,8″ O